# Гаймберг (Тіроль)
Гаймберг — містечко й громада округу Лієнц в землі Тіроль, Австрія.
Гаймберг лежить на висоті  758 над рівнем моря і займає площу  7,28 км². Громада налічує 835 мешканців. 
Густота населення 115/км².  
Громада складається з кількох населених пунктів.
Округ Лієнц, до якого належить Гаймберг, називається також Східним Тіролем. Від основної частини землі, 
Західного Тіролю, його відділяє смуга Південного Тіролю, що належить Італії. 
|                                   |
| Гаймберг на мапі округу та землі. |

 Адреса управління громади: Dorfstraße 32, 9905 Gaimberg. 

## Виноски
1. ↑  Dauersiedlungsraum der Gemeinden Politischen Bezirke und Bundesländer - Gebietsstand 1.1.2018 — Статистичне управління Австрії.
2. ↑  Einwohnerzahl 1.1.2018 nach Gemeinden mit Status, Gebietsstand 1.1.2018 — Статистичне управління Австрії.
3. ↑  http://www.sonnendoerfer.at. Архів оригіналу за 19 серпня 2013. Процитовано 6 липня 2013. {{cite web}}: Зовнішнє посилання в |title= (довідка)